# Washington Indoor 1976
Il Washington Indoor 1976 è stato un torneo di tennis giocato sul sintetico indoor. È stata la 5ª edizione del torneo che fa parte del World Championship Tennis 1976. Si è giocato a Washington negli Stati Uniti dal 15 al 21 marzo 1976.

## Campioni

### Singolare maschile
Harold Solomon ha battuto in finale  Onny Parun con il punteggio di 6–3, 6–1

### Doppio maschile
Eddie Dibbs /  Harold Solomon hanno battuto in finale  Mark Cox /  Cliff Drysdale con il punteggio di 6–4, 7–5